# Lotfi Housni Alaoui
Lotfi Housni Alaoui, né le 28 mai 1972, est un skieur alpin marocain.
Il a notamment représenté le Maroc aux Jeux olympiques d'hiver de 1988.

## Palmarès

### Jeux olympiques
| Épreuve / Édition | Calgary 1988 |
| Slalom            | 47e          |
| Slalom Géant      | DQ           |